# Hofanlage Bülsdorf 7
Die Hofanlage Bülsdorf 7 in der niedersächsischen Samtgemeinde Land Hadeln, Ortsteil Neuhaus, im Landkreis Cuxhaven, stammt aus der Mitte des 19. Jahrhunderts. Aktuell (2024) wird sie wohl landwirtschaftlich genutzt.
Die Gebäude stehen unter Denkmalschutz (siehe auch Liste der Baudenkmale in Neuhaus (Oste)).

## Beschreibung
Die an der Aueüberquerung gelegene Hofanlage besteht aus
- dem eingeschossigen traufständigen Wohn- und Wirtschaftsgebäude von um 1860 als Zweiständer-Hallenhaus in Fachwerk mit Steinausfachungen, mit ziegelgedecktem Satteldach, im Giebel die Groote Door mit Segmentbogen; der Wohngiebel wurde um 1900 massiv in Backstein erneuert mit Giebeldreieck in Fachwerk und in aufwändiger Backsteinziersetzung gestaltet[2]
- und dem massiven Stall von 1813 (Inschrift) mit ziegelgedecktem Satteldach.[3]

Das Landesdenkmalamt befand u. a.: „… ortsgeschichtlichen, gebäudetypischen, insbesondere aber … orts- und landschaftsbildprägender Zeugniswert ….“